# Cabed-en-Aras
Cabed-en-Aras is een fictieve plaats uit de Silmarillion, geschreven door J.R.R. Tolkien.
Cabed-en-Aras is de naam van de kloof in waardoor de rivier de Teiglin stroomt in het land Brethil, en betekent hertensprong. De kloof was zo genoemd omdat ooit een door jagers van het volk van Haleth, dat Brethil bewoonde, nagezeten hert door een onwaarschijnlijk grote sprong over de kloof zich in veiligheid had gebracht.
In de Silmarillion in het verhaal over Túrin Turambar en in De Kinderen van Húrin wordt beschreven dat op deze plek Túrin de draak Glaurung doodde. Omdat Nienor hem daarna dood waande sprong zij in de kloof om te verdrinken in de wateren van de Teiglin waarna Túrin zijn leven nam door middel van zijn zwaard Gurthang.
Omdat de kloof verbonden was met het verdriet en de dood van Túrin en zijn zuster Nienor en het leed van hun ouders stond deze kloof na al deze gebeurtenissen bekend als Cabed Naeramarth, wat betekent: sprong van het afschuwelijk lot.